# Gertelbachfälle

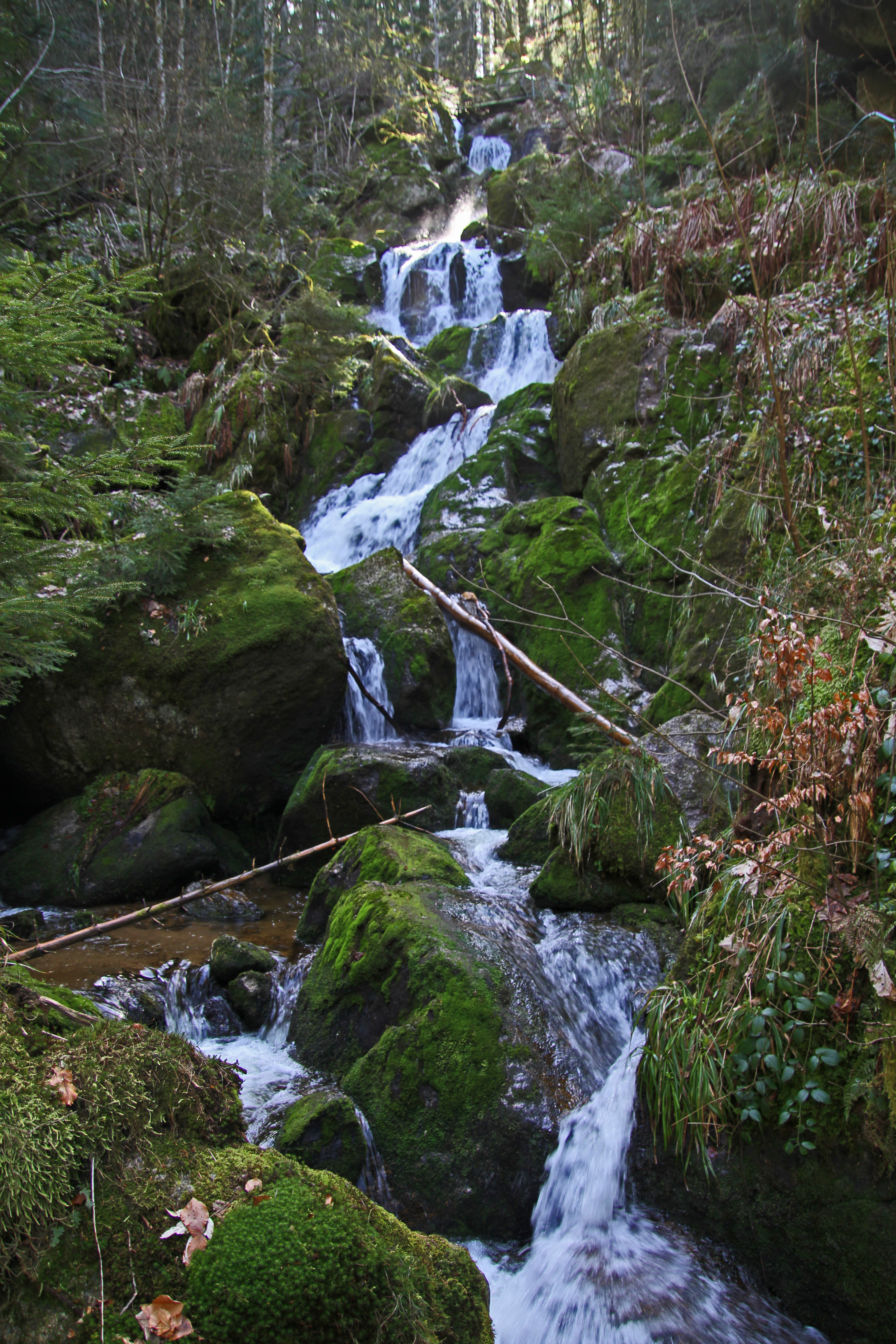
Gertelbachfälle: untere 40 Meter des Hauptfallbereichs

Als Gertelbach-Wasserfälle oder Gertelbachfälle, früher auch Gertelbachschlucht, wird der gefällereichste Abschnitt des Gertelbach-Tales in Bühlertal im Nordschwarzwald bezeichnet.
Der Gertelbach entspringt einem Quellhorizont zwischen dem Unteren Buntsandstein und dem Bühlertal-Granit westlich der Schwarzwaldhochstraße und mündet nach nur 2,5 km, 330 Höhenmeter unterhalb der Quelle, in den (kleineren) Bühlot-Zufluss Wiedenbach. Im steilsten Abschnitt, etwa 800 m vor der Mündung, stürzt der Bach kaskadenartig 220 Meter tief in etwa 15 Fallstufen von 2 bis 6 Metern Höhe. Der Hauptfallbereich im oberen Drittel der Talstufe misst 62 Meter und endet auf einer Höhe von gut 600 m ü. NHN.

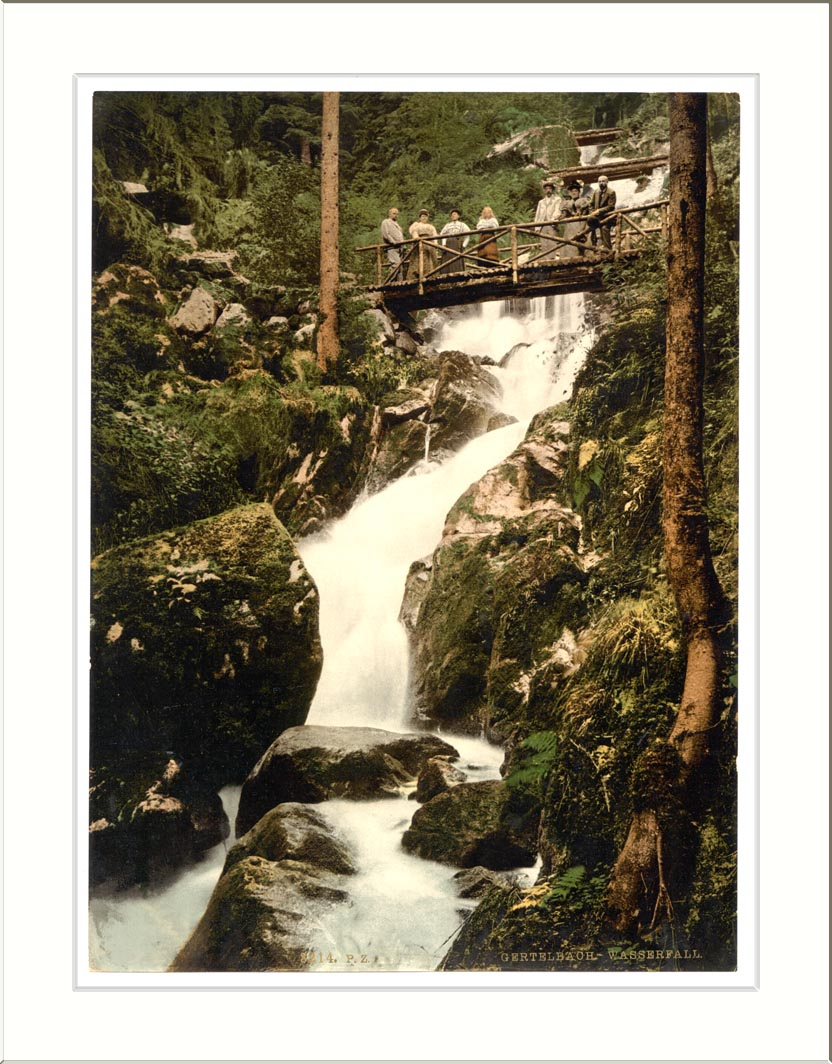
Der Wanderpfad an den Gertelbachfällen vor 1900 (koloriertes Foto)

Die Steilstufe ist wahrscheinlich zusammen mit der kesselartigen Talform unterhalb davon während Phasen stärkster Vergletscherung älterer Eiszeiten geformt worden. Die einzelnen Kaskaden gehen dagegen erkennbar auf das Kluftnetz im Bühlertalgranit zurück. Die Blöcke weisen den typischen Formenschatz der Wollsackverwitterung auf. Einige Kaskaden sind an den im Talgrund angesammelten, abgerundeten Granitblöcken entstanden. Sie sind in den fast vegetationslosen Eiszeitphasen hangabwärts geglitten.
Der Schluchtwald entlang des Gertelbachs ist geprägt von Weißtannen, Fichten, Rotbuchen, Bergahorn und Eschen. Er ist aus einem Plenterwald hervorgegangen, bei dem auf kleinster Fläche Bäume unterschiedlichster Dimensionen gemischt vorhanden sind, und als Schonwald geschützt. Entlang des naturnahen Bergbaches wachsen Pflanzen, die von der hohen Luftfeuchtigkeit und den kühlen Temperaturen in der Schlucht profitieren, z. B. Wurmfarn, Rippenfarn und Tüpfelfarn.
Bis zur Mitte des 19. Jahrhunderts wurde der Gertelbach für die Scheiterholz-Flößerei genutzt. Dazu wurde das Wasser oberhalb der Schwellmanns-Brücke künstlich aufgestaut (sogenannte Schwallung) und in einem Schwall abgelassen, um so das Brennholz in das Tal zu schwemmen, wo es am sogenannten „Holzfang“ im heutigen Bühler Stadtgarten wieder aus dem Wasser herausgefischt und verkauft wurde.

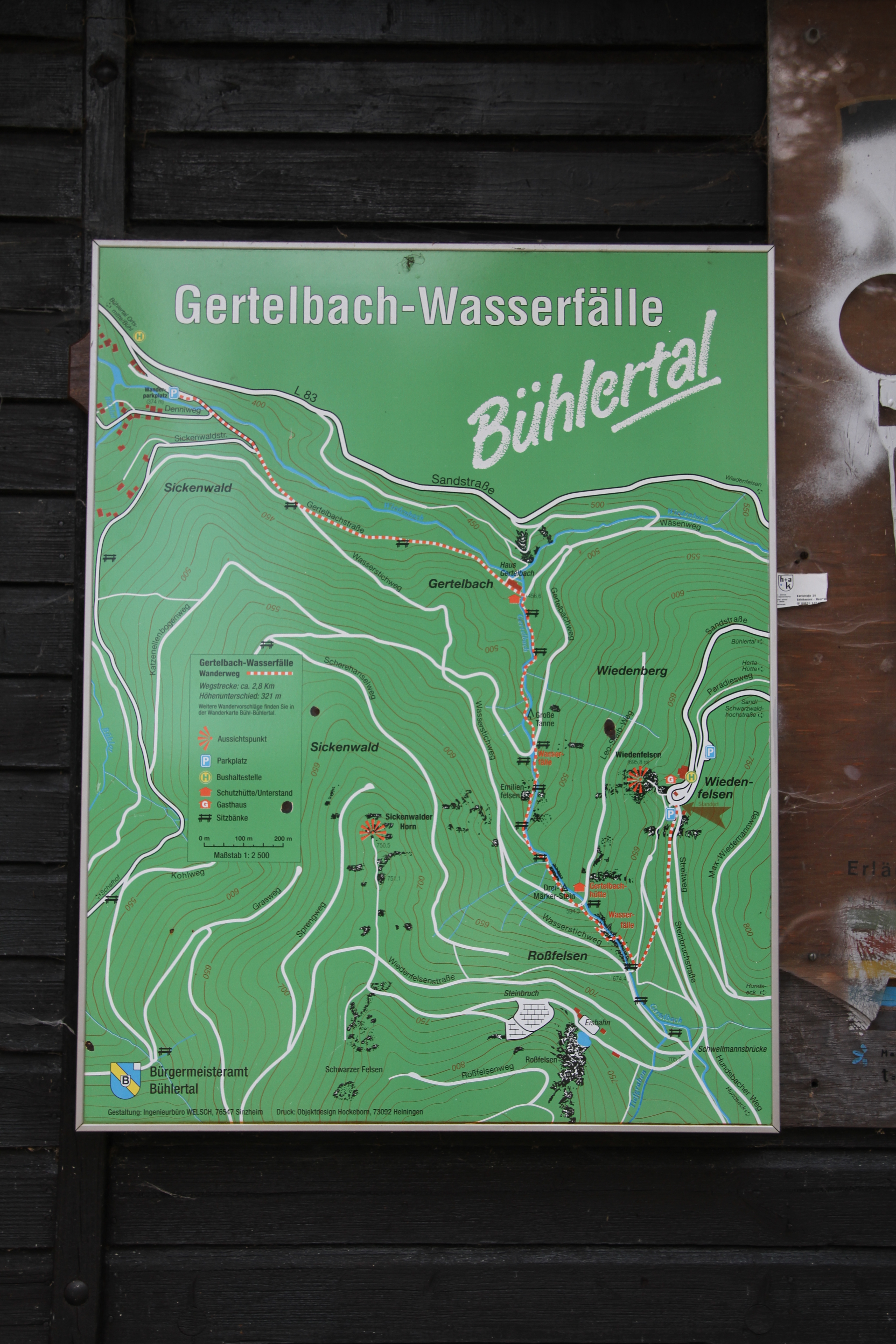
Wanderkarte

Die früher als Gertelbachschlucht bekannten Fälle waren wegen ihrer Nähe zu Baden-Baden bereits früh, und stärker als heute, ein prominentes touristisches Ziel. Der heutige Wanderpfad wurde 1889 durch den Verschönerungsverein Bühl und die Badische Forstverwaltung angelegt, wobei eine Vielzahl von in den Fels gehauenen Wegen und Stufen entstanden. Vor der Erneuerung überquerte er die Fälle zunächst an fast jedem szenischen Höhepunkt und nahm sie damit optisch sehr in Beschlag. Beim früheren Hotel nahe am Zusammenfluss mit dem Wiedenbach liegt zwischen Granitblöcken nahe am Bach ein Rastplatz mit Laube, ebenso unterhalb der Hauptfälle.
Gertelbach- und Wiedenbachtal sind von einem Ensemble hoch ragender Granitklippen mit weitständiger Klüftung umgeben, die als Klettergebiet bekannt sind.